# نفر كاو حور
نفر كاو حور، (بالإنجليزية: Neferkauhor)‏، هو ملك فرعوني تولى الحكم في الأسرة المصرية الثامنة، خلال الفترة الانتقالية الأولى (2181–2055 ق.م.) لمدة سنتين وشهر ويوم واحد. ويحمل الرقم 55 في قائمة أبيدوس للملوك.

## مقالات ذات صلة
- الأسرة المصرية الثامنة
- قدماء المصريين
- قائمة الفراعنة